# Aesch LU
| LU ist das Kürzel für den Kanton Luzern in der Schweiz. Es wird verwendet, um Verwechslungen mit anderen Einträgen des Namens Aesch zu vermeiden. |

Aesch ist eine politische Gemeinde im Wahlkreis Hochdorf des Kantons Luzern in der Schweiz.

## Geographie
Aesch liegt zwischen dem Süd-Ende des Hallwilersees und dem Lindenberg im luzernischen Teil des Seetals. Die Gemeindefläche von 580 ha besteht aus Anteilen am Hallwilersee und 465 ha Landgebiet. Von Letzterem sind 64,5 % landwirtschaftliche Nutzfläche, 18,7 % Wald und Gehölz und 13,1 % Siedlungsfläche (Stand 2015/2016). Aesch besteht aus verschiedenen Dorfteilen (Vorderdorf, Hinterdorf, Lädergass, Unteräsch etc.).
Nachbargemeinden von Aesch sind Hitzkirch und Schongau im Kanton Luzern und Meisterschwanden und Fahrwangen im Kanton Aargau.

## Bevölkerung
Die Einwohnerzahl betrug im Jahre 1798 584 Personen und wuchs bis 1837 auf 876 an. Danach sank sie bis 1960 auf 563. Seither wächst die Gemeinde kontinuierlich (1970–2010: +44,8 %), die Bevölkerung wuchs im Jahre 2012 erstmals über 1000 Einwohner an. Im Jahre 2020 lebten 1285 Menschen in der Gemeinde Aesch (2010–2020: +32,5 %).
Quellen: 1798–1837: Helvetische und kantonale Volkszählungen; 1850–1980 Volkszählungsergebnisse, 1981–2010 ESPOP, seit 2011 STATPOP

### Sprachen
Dominant ist die deutsche Sprache, welche von (Stand 2000) 95,89 % der Einwohnerschaft als Hauptsprache verwendet wird. Kleinere Sprachminderheiten bilden Zuwanderergruppen aus dem ehemaligen Jugoslawien. 1,68 % sprechen Albanisch und 0,53 % Serbokroatisch als Umgangssprache.

### Religionen – Konfessionen
Traditionell bestand die gesamte Bevölkerung aus römisch-katholischen Christen. Anlässlich der letzten Volkszählung im Jahr 2000 ergab sich folgendes Bild: 73,37 % sind katholische, 15,37 % evangelisch-reformierte und 0,84 % orthodoxe Christen. Nichtchristliche Minderheiten sind die 4,32 % Konfessionslosen und die 3,68 % Muslime.

### Herkunft – Nationalität
Ende 2020 zählte die Gemeinde 1285 Einwohner. Davon waren 1123 Schweizer Staatsangehörige und 162 (= 12,6 %) Menschen anderer Staatsangehörigkeit. Die grössten Zuwanderergruppen kommen aus Deutschland (80 Menschen), dem Kosovo (18), Italien (14), Polen, Österreich (je 8) und Serbien (5).

## Geschichte

Luftbild (1964)

Funde aus der Jungsteinzeit sowie von keltischen und römischen Gräbern belegen die lange Siedlungsgeschichte. Offiziell erstmals erwähnt, unter dem lateinischen Namen Aske inferior, wird der Ort im Jahr 853 in einer Schenkung Ludwig des Deutschen. In einer weiteren Schenkungsurkunde taucht 1101 erstmals ein deutschsprachiger Ortsbegriff (Aschab), im Jahr 1150 der Name Esche auf. Von den süddeutschen Freiherren von Krenkingen ging die Herrschaft zuerst an die Grafen von Kyburg und dann an die Johanniterkommende Hohenrain. 1415 gelangte das gesamte Amt Richensee an Luzern, gehörte dann allerdings von 1425 bis 1803 zu den freien Ämtern. 1528 wurde die Reformation eingeführt. Bereits im Jahr 1532 wurde die Gemeinde jedoch rekatholisiert. Alle evangelischen Bewohner, welche der Reformation nicht abschwören wollten, wurden in Luzern in der Reuss «geschwemmt» (ertränkt). Seit 1803 gehört die Gemeinde zum Kanton Luzern und wurde dem Amt Hochdorf zugeteilt.

## Politik

### Gemeinderat
Der Gemeinderat Aesch besteht aus fünf Mitgliedern und ist wie folgt aufgestellt (Amtsdauer 2020–2024):
- Christian Budmiger (parteilos): Gemeindepräsident und Bildungswesen
- Beata Frischkopf (CVP): Sozialwesen
- Monika Heinle (CVP): Bauwesen
- Werner Müller (parteilos): Infrastruktur und Öffentliche Sicherheit
- Raimund Wenger (SVP): Finanzen

### Kantonsratswahlen
Bei den Kantonsratswahlen 2023 des Kantons Luzern betrugen die Wähleranteile in Aesch: Mitte 37,16 %, SVP 36,76 %, FDP 12,61 %, SP (mit JUSO) 5,36 %, Grüne (mit JG) 4,47 % und glp 3,64 %.

### Nationalratswahlen
Bei den Schweizer Parlamentswahlen 2023 betrugen die Wähleranteile in Aesch: SVP 35,7 %, Mitte 33,9 %, FDP 13,8 %, glp 4,8 %, SP 4,0 %, GPS 3,3 %, übrige 3,4 %.

## Wirtschaft
Im Jahr 2021 zählte man 527 Erwerbstätige. Die einst dominierende Beschäftigung in der Landwirtschaft ist durch den Bevölkerungsanstieg stark vermindert worden. Im 17. und 18. Jahrhundert dominierte der Weinbau, der jedoch im 19. Jahrhundert der Milchwirtschaft und dem Obstanbau wich. Nur noch 12,1 % der Einwohner arbeiten in Landwirtschaft und Fischerei, dagegen 50,9 % in Industrie und Gewerbe und 37,0 % in Dienstleistungsberufen. 134 Zupendlern (vor allem aus dem Kanton Aargau und Hitzkirch) stehen 379 Wegpendler (Kantone Aargau und Zürich, Hitzkirch und Hochdorf) gegenüber.

### Verkehr
Aesch liegt weit weg von den Hauptverkehrsachsen. Die nächsten Autobahnanschlüsse in Sursee (A2) und Hunzenschwil (A1) sind 19 km entfernt. Die Seetalbahn geht an Aesch vorüber (nächstgelegene Haltestelle Mosen). Es besteht ein Busbetrieb zwischen Hitzkirch und Schongau, welcher durch Aesch führt. Am Seeufer gibt es eine Anlegestelle der Schifffahrtsgesellschaft Hallwilersee.

## Schulen
In Aesch bestehen ein Kindergarten und eine Primarschule für die 1. bis 6. Klasse, die im Schuljahr 2022/23 von 23 respektive 75 Kindern besucht wurden. Für die weitere Schulbildung gehen die Schüler in die Orientierungsstufe nach Hitzkirch (Sekundarschule Niveau A, B, C oder D) oder nach Baldegg (Kantonsschule).

## Sehenswürdigkeiten

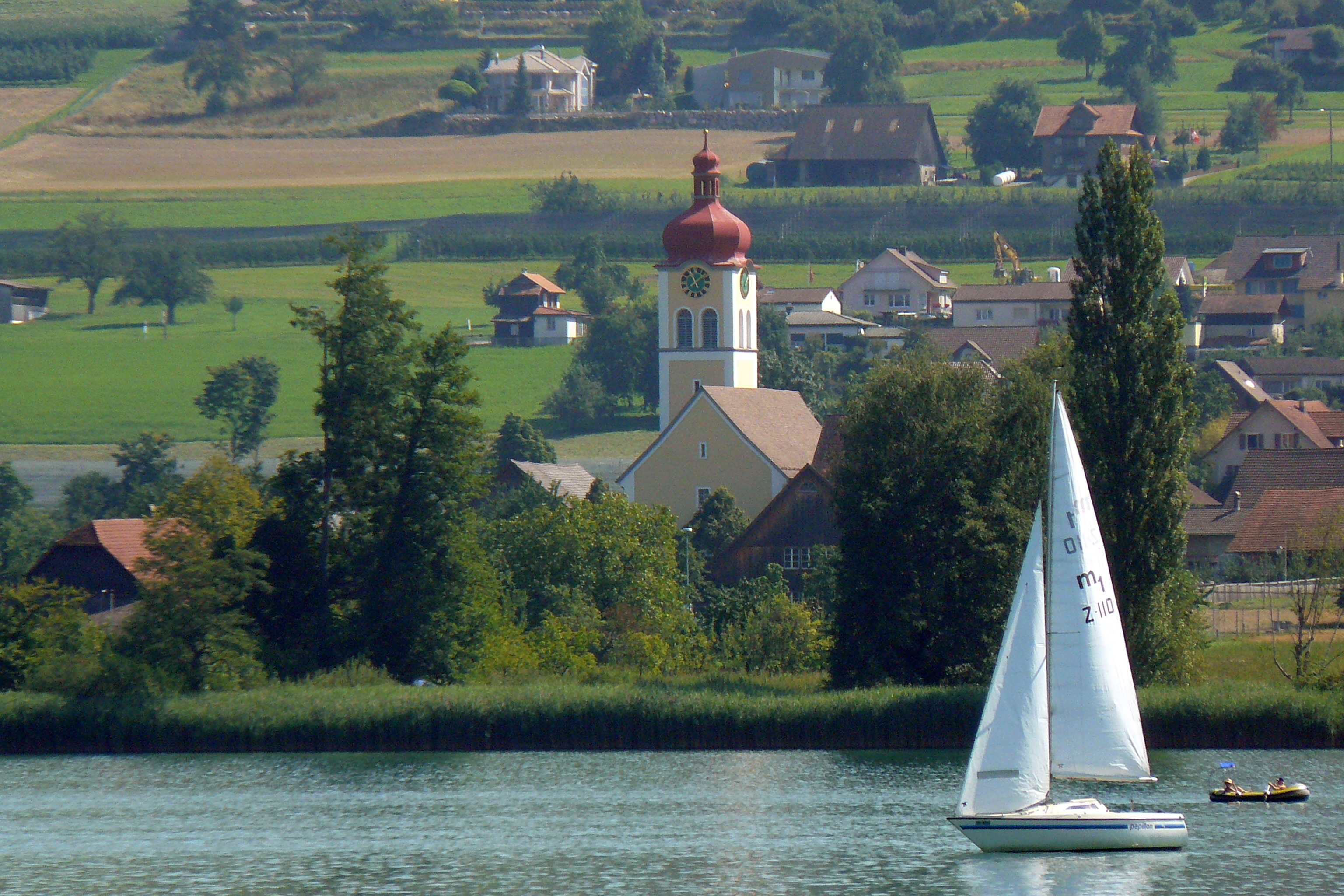
Aesch beim Hallwilersee: St. Luzia-Kirche

Die katholische Ausrichtung widerspiegelt sich in den Sehenswürdigkeiten. Neben Kapellen und Wegkreuzen ist besonders die 1791/1792 von M. Elgus errichtete Dorfkirche St. Luzia hervorzuheben. Diese wurde im klassizistischen Stil mit Rokoko-Dekorationen gebaut. 1908 wurde ein Kirchturm angefügt. 1935 erfolgte eine Innenrenovation, 1980 eine Gesamtrestauration. Im Jahre 2003 wurde eine sanfte Innen- und Aussenrenovation durchgeführt.

## Persönlichkeiten
- Marian Müller (1724–1780), Benediktiner und Fürstabt des Klosters Einsiedeln
- Hans Moos (1862–1929), Agronom
- Otto Zeier (1898–1960), Architekt